# Ministère des Infrastructures et du Désenclavement
Le ministère des Infrastructures et du désenclavement est un ministère du gouvernement au Burkina Faso dirigé par le colonel major Charles Josaphat Zoungrana

## Description

### Siège
Le ministère chargé des infrastructures et du désenclavement a son siège à Ouagadougou. 

### Attributions
Le ministère est chargé des infrastructures.

### Ministres
Éric Bougouma est le ministre responsable du département.